# Martín de Alcantara
Francisco Martín de Alcantara (Trujillo, 1500 circa – Lima, 26 giugno 1541) è stato un esploratore e conquistador spagnolo nonché fratellastro e consigliere di fiducia di Francisco Pizarro.

## Biografia
Figlio di Francisca Gonzalez, aiutò Pizarro nella conquista del Perù nel 1535, insieme ad altri fratelli, Juan Pizarro, Gonzalo Pizarro ed Hernando Pizarro(figlio legittimo del colonnello Gonzalo ). Sposò Ines Nunez e visse a Lima fino alla sua morte.